# Kassi Nova
Kassi Nova (Turquía, 18 de febrero de 1966) es una actriz pornográfica estadounidense de origen turco.

## Carrera
Nacida en Turquía en febrero de 1966, emigró con su familia a los Estados Unidos. En 1987 inició una carrera como actriz en la industria del cine pornográfico, debutando a los 21 años con la película Hung Guns. Como actriz llegó a trabajar en producciones de diversa temática, desde la pornografía lésbico a la hardcore, para estudios como Arrow Productions, Three Hearts, Western Studios, Vivid, VCA Pictures, Coast To Coast, Executive Video, Venus 99, Caballero Home Video o Pleasure, entre otros.
Fue icono durante los últimos años de la llamada Edad de Oro del porno, impresionando por sus escenas y cuerpo. Pese a su pronta retirada, a comienzos de los años 1990, su nombre y carrera siguieron siendo reconocidas dentro de la industria, así como icono popular y comparada, por nombre artístico, con Giacomo Casanova.
Retirada en 1993, rodó algo más de 130 películas como actriz.
Algunos trabajos suyos fueron Anal Attraction, Backdoor Desires, Devil in Vanity, Heather's Secrets, Hot Dreams, Kink, Naughty Neighbors, Some Like It Hot, Telemates, Titty Titty Bang Bang o Who Shaved Cassie Nova.